# Biblioteca Brasiliana Guita e José Mindlin

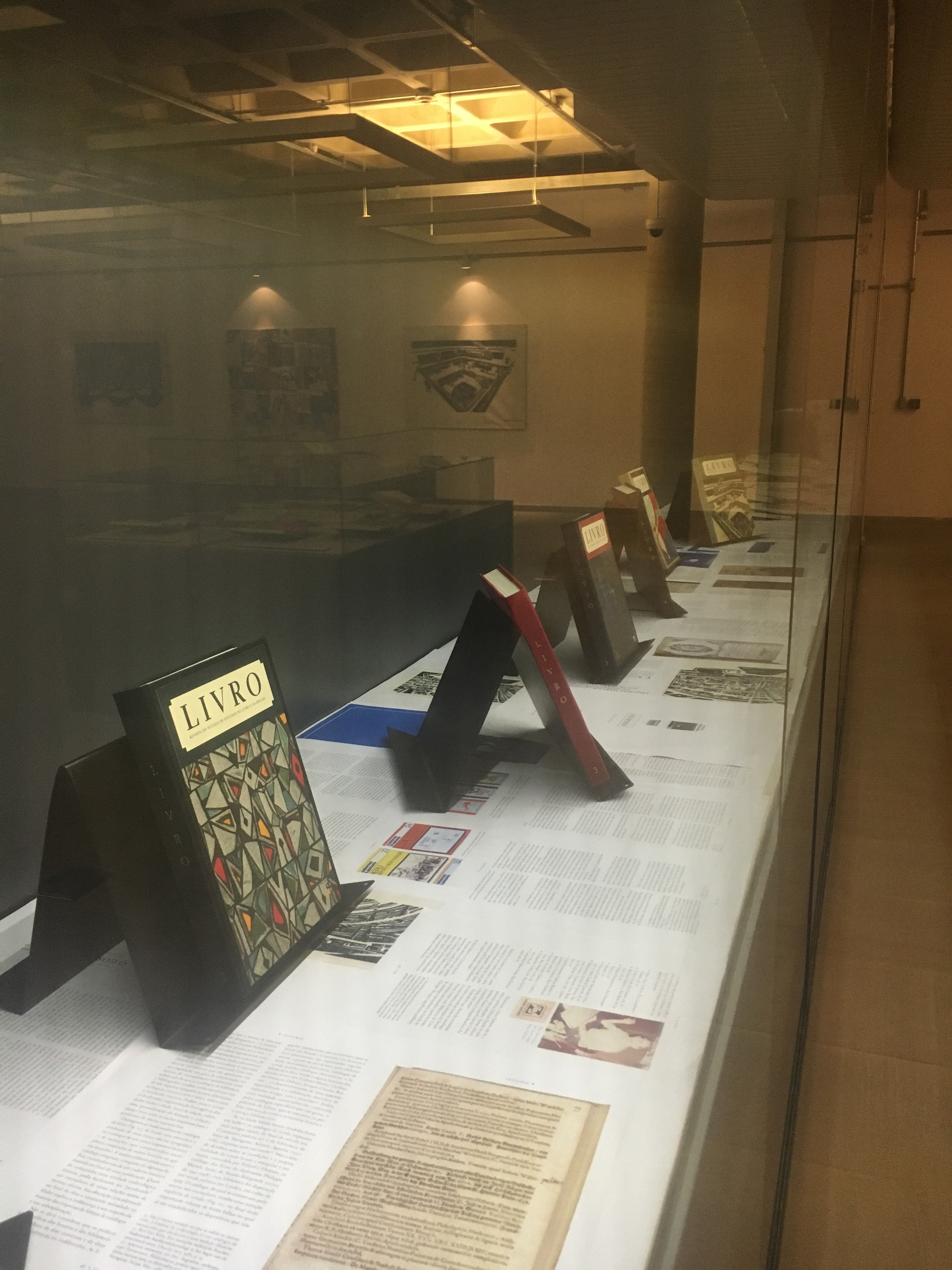
Exposição do andar de baixo.

Biblioteca Brasiliana Guita e José Mindlin (BBM) é uma biblioteca de pesquisa e de obras raras da Universidade de São Paulo inaugurada em março de 2013. Seu projeto iniciou-se em janeiro de 2005 para abrigar e integrar a coleção brasiliana reunida ao longo de mais de oitenta anos pelo bibliófilo José Mindlin e sua esposa Guita. O acervo doado à USP em 2006 reúne material sobre o Brasil ou que, tendo sido escrito ou publicado por brasileiros, são obras importantes para a compreensão da cultura e história do país. O conjunto é constituído por obras de literatura, de história, relatos de viajantes, manuscritos históricos e literários, documentos, periódicos, mapas, livros científicos e didáticos, iconografia e livros de artistas.
O prédio da Biblioteca Brasiliana Guita e José Mindlin está localizado na Cidade Universitária Armando de Salles Oliveira, ao lado da Praça do Relógio. São 32,2 mil títulos que correspondem a 60 mil volumes aproximadamente. Entre os itens que compõe o acervo da BBM estão primeiras edições de originais, manuscritos, mapas, diários, álbuns de arte, periódicos, etc.

## O prédio da BBM
O prédio da biblioteca foi inaugurado no dia 23 de março de 2013 com a presença do reitor da USP, João Grandino Rodas, do prefeito de São Paulo, Fernando Haddad, e da ministra da Cultura, Marta Suplicy.
Além de abrigar o acervo da BBM, o complexo abriga as coleções do Instituto de Estudos Brasileiros (IEB) e conta com livraria da EDUSP, cafeteria, salas de aula, salas de exposições e auditório com capacidade para cerca de 300 pessoas.
O projeto de arquitetura foi desenvolvido pelos escritórios de Eduardo de Almeida e Rodrigo Mindlin Loeb, com a assessoria da Faculdade de Arquitetura e Urbanismo. Tomou-se como referência as mais conceituadas bibliotecas americanas, tais como a Beinecke Library da Universidade de Yale, a Morgan Library, a New York Public Library e a Library of Congress, bem como a Biblioteca Nacional de Paris.

## História

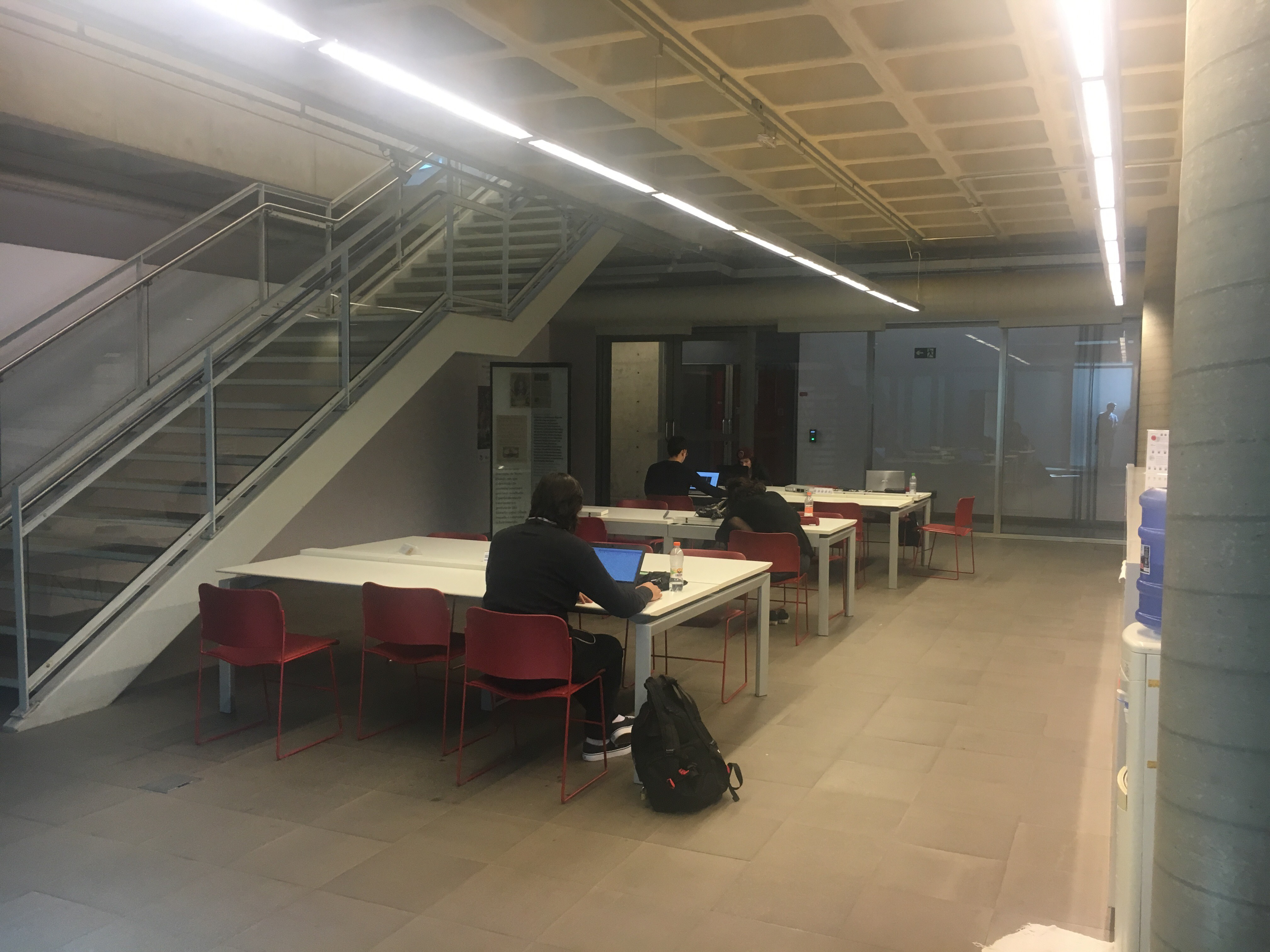
Sala de estudos localizada no andar inferior.

Em 2002, o professor István Jancsó, então diretor do Instituto de Estudos Brasileiros (IEB) da USP, concebeu, juntamente com José Mindlin, o projeto de construção de um moderno edifício complexo capaz de abrigar as duas importantes coleções brasilianas da USP (a do próprio IEB, fundado em 1962 pelo historiador Sérgio Buarque de Holanda, e a de José e Guita Mindlin). A Biblioteca Brasiliana Guita e José Mindlin, enquanto instituição da Universidade de São Paulo, foi criada em função deste projeto (iniciado em 2005) e a doação do acervo foi confirmada em cerimônia realizada em 17 de maio de 2006. A nova sede da Biblioteca Brasiliana Guita e José Mindlin foi inaugurada em 23 de março de 2013.
A coleção era, inicialmente, guardada na biblioteca particular na residência de José Mindlin, no bairro do Brooklin. Parte do acervo que foi doado à USP era na realidade de Rubens Borba de Morais, um bibliófilo que deixou sua biblioteca a José e Guita Mindlin antes de morrer.
O próprio José Mindlin solicitou a seu neto, Rodrigo Mindlin Loeb que fizesse o projeto arquitetônico do edifício da biblioteca.

## Acervo

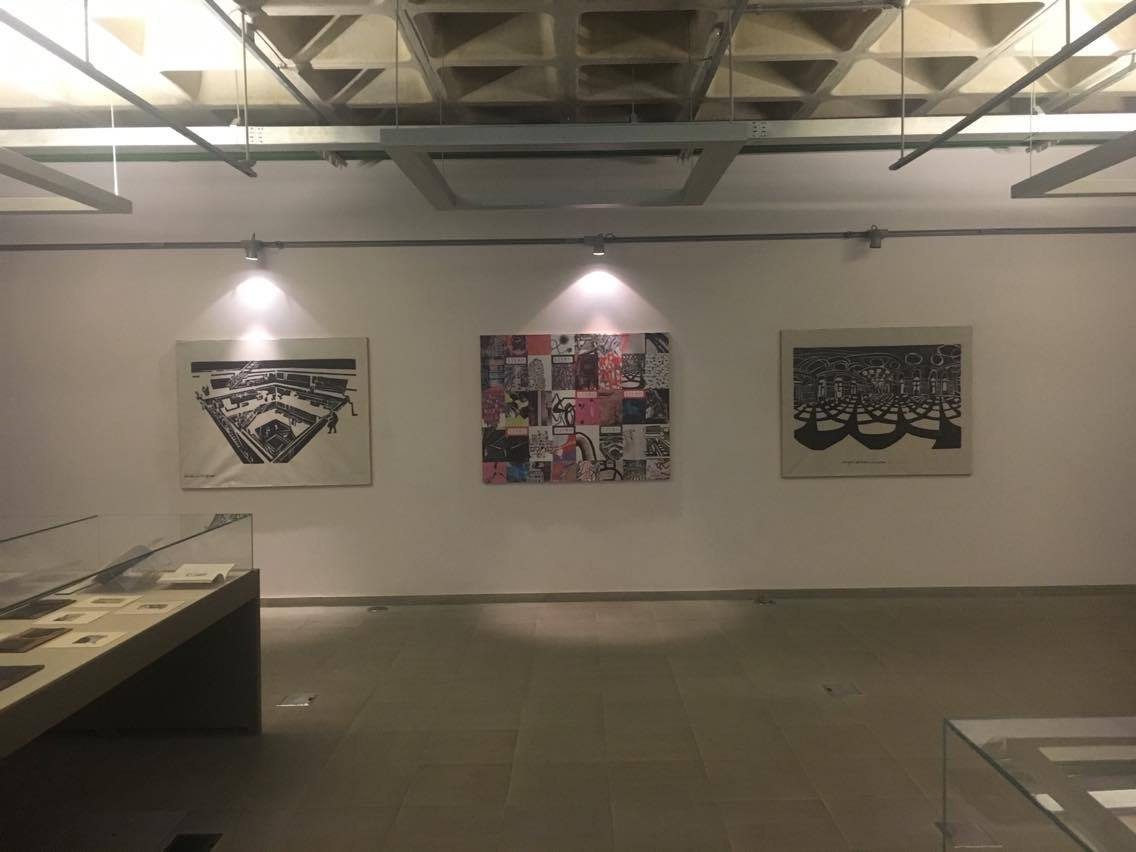
Sala de exposições artísticas e literárias.

O acervo possui obras que tratam sobre o Brasil, tanto de autores brasileiros quanto de autores estrangeiro. No acervo, contam com algumas das obras mais raras ou famosas como por exemplo:
- A primeira edição de O Guarany (1857), de José de Alencar, que demorou 17 anos para ser concluída.
- Traduções feitas por escritores brasileiros, como, por exemplo, a tradução que Machado de Assis fez de Os trabalhadores do mar, de Victor Hugo, em 1866.
- Alguns livros raros, famosos por suas dedicatórias, como um dos exemplares de Tu, Só Tu, Puro Amor, também de Machado, dedicado à Joaquim Nabuco.
- Alguns manuscritos como: o original de Banguê, de José Lins do Rego, 29 cadernos-diários da Condessa do Barral e uma série de originais de Graciliano Ramos e de Guimarães Rosa.[8]

## Atualidade

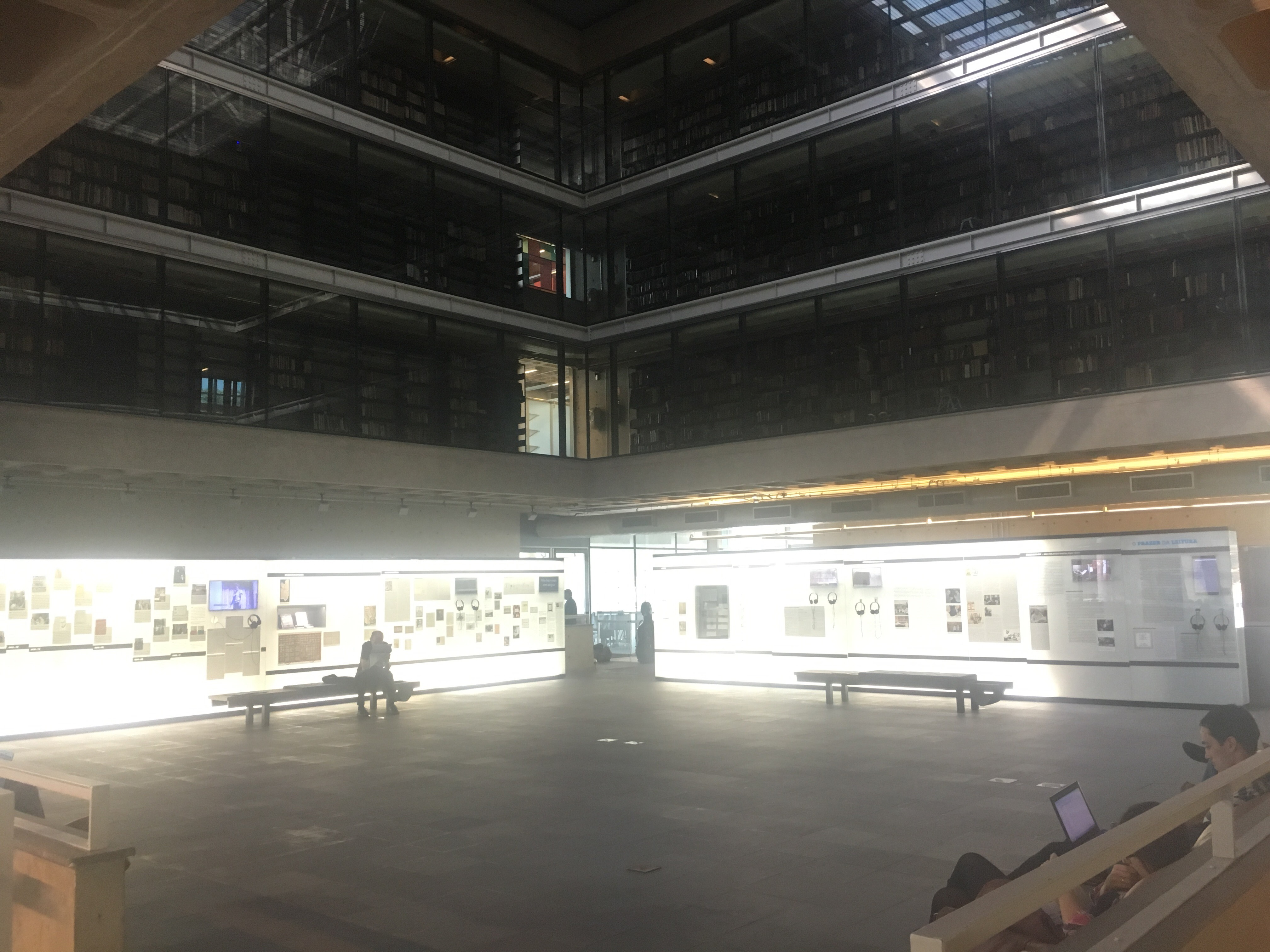
Piso térreo da biblioteca.

Atualmente a biblioteca possui sala multiuso com a função de exibir exposições artísticas e literárias.  As exposições são sempre temporárias. No complexo existe também um auditório que eventualmente ocorrem exibições artísticas, como por exemplo: orquestras, peças teatrais, entre outros; Além de eventos acadêmicos (palestras, simpósios, seminários, etc).
Para poder ter acesso aos livros da biblioteca é necessário entrar em contato com antecedência para cadastro e agendamento. Mas todo o resto é livre para a visita. A equipe de bibliotecários do Serviço de Biblioteca e Documentação (SBD) é a responsável pela gestão do acervo físico desde o tratamento da informação, curadoria das obras, serviço de referência, aquisição; e também do acervo digital, desde todo o processo de digitalização, até a disponibilização das versões digitalizadas em sua Biblioteca Digital (BBM Digital).

## Estrutura

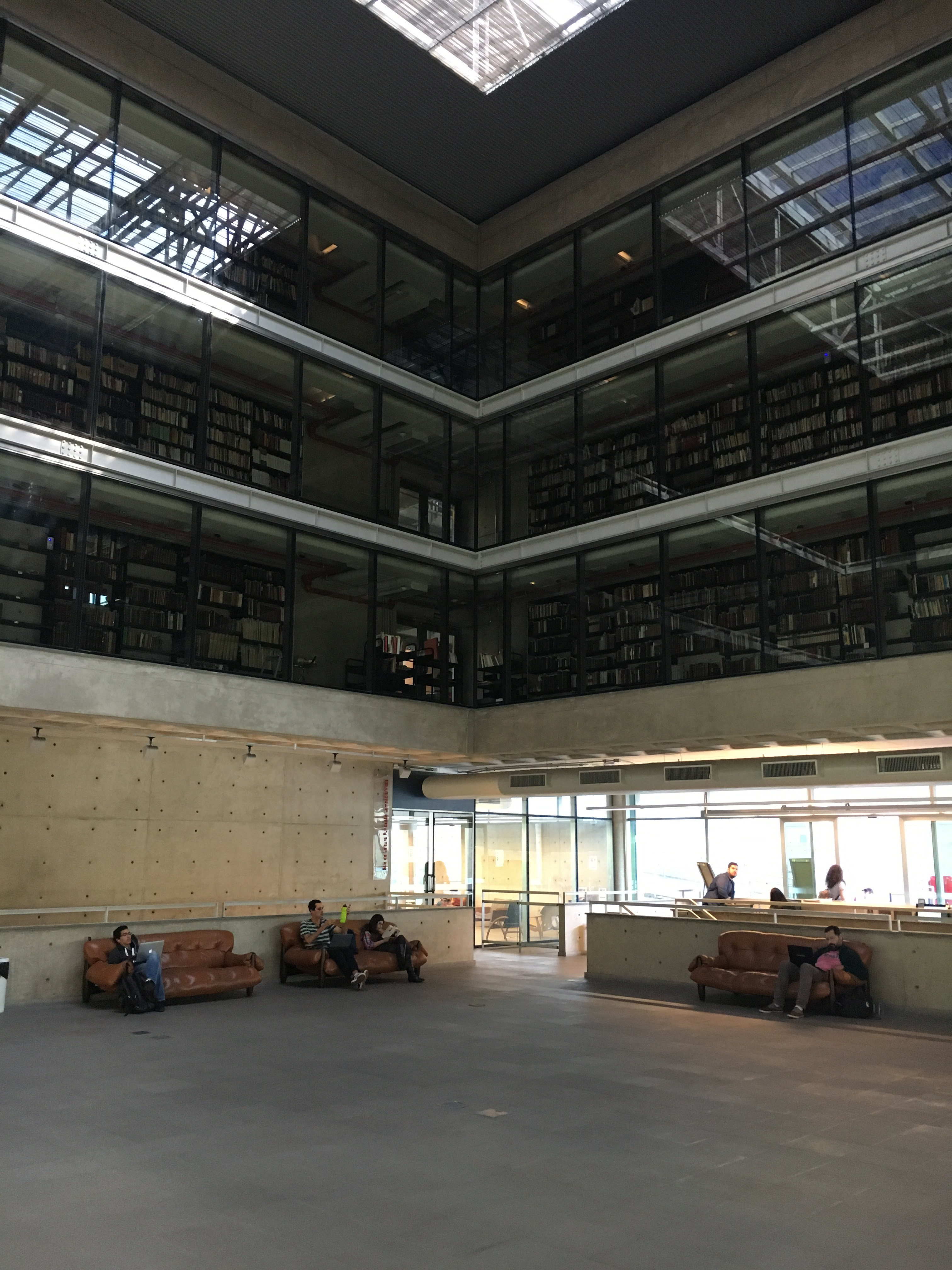
Interior do piso térreo da biblioteca.

A biblioteca, de 8 mil metros quadrados, fica dentro de um conjunto arquitetônico de 22 mil metros quadrados, que estruturam café, livraria, auditório, salas de acervo, sala de estudos, salas de aula, administração, área técnica e de consulta,  conservação e digitalização das obras.
A biblioteca tem o formato quadrangular e é composta em três andares (térreo, 1º e 2º andares - os dois com janelas panorâmicas com vistas para o centro do prédio). A Biblioteca também possui um subsolo onde estão localizados os Laboratórios de Conservação Preventiva e o de Digitalização de obras do acervo.
Na parte interior do piso térreo se encontram dois murais com informações sobre a vida do José Mindlin e sobre a biblioteca. As informações são passadas em formato de linha do tempo. Além disso existem murais que trazem mais informações sobre o acervo, sobre as obras ou sobre os autores das obras.
O projeto arquitetônico do prédio da biblioteca possui aplicações de um conceito bioclimático que protege e mantém preservadas, diversas obras raras.

## Na internet
A biblioteca possui um acervo online (Biblioteca Digital), onde pode-se consultar todo o catálogo de livros, entretanto esse acervo não é próprio da Biblioteca Brasiliana Guita e José Mindlin, é todo o acervo da Universidade de São Paulo (USP) que também estarão os livros da biblioteca.
A BBM Digital, existe e disponibiliza mais de 3.000 títulos em acesso aberto. Essas obras são compostas por diversos autores famosos como por exemplo José de Alencar.